# العقدة (البيضاء)
العقدة هي إحدى قرى الجمهورية اليمنية. وهي تتبع جغرافيًا لمحافظة البيضاء. وإداريًا لمديرية الزاهر. يبلغ تعداد سكانها 1832 نسمة حسب الإحصاء الذي جرى عام 2004.